# Юмашева Тетяна Борисівна
Тетя́на Бори́сівна Юма́шева (раніше Дяче́нко, до шлюбу Є́льцина; 17 січня 1960, Свердловськ, РРФСР, СРСР) — російська державна і громадська діячка, в минулому — співробітниця апарату президента Росії, від 1997 до 1999 року — радниця президента Російської Федерації Бориса Єльцина, свого батька (працювала над іміджем президента). Керує Фондом першого президента Росії, від 2015 року — членкиня опікунської ради «Єльцин-центру».

## Життєпис

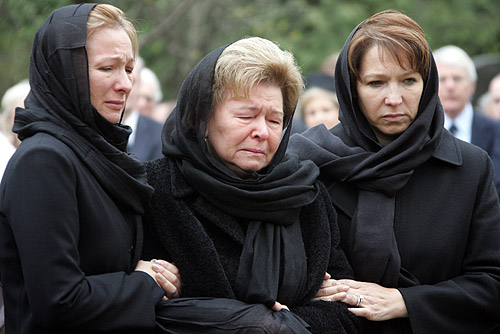
Тетяна Юмашева (праворуч) 25 квітня 2007 року на Смерть і похорон Бориса Єльцина Б. М. Єльцина

Батько — Борис Єльцин, перший президент Російської Федерації, мати — Наїна Єльцина.
1978 року закінчила свердловську школу № 9 зі фізико-математичним ухилом, ту ж, що й її сестра Олена.
1983 року закінчила факультет обчислювальної математики та кібернетики Московського державного університету імені М. В. Ломоносова.
Від листопада 1983 року до 1994 року працювала в конструкторському бюро «Салют», де проводила розрахунки орбіт для космічних кораблів. Одночасно закінчила Московський авіаційний інститут, де вивчала балістику.
У 1994—1995 роках працювала в Московській філії банку «Зоря Уралу».
1996 року, після початку передвиборної кампанії Бориса Єльцина, зайнялася політикою, ставши на запрошення Анатолія Чубайса членкинею виборчого штабу батька. Тоді, за її участі, позбулися своїх постів начальник служби безпеки президента РФ Олександр Коржаков, віце-прем'єр Олег Сосковець і керівник ФСБ Михайло Барсуков.
1997 року протягом чотирьох годин вмовляла Бориса Нємцова погодитися стати віцепрем'єром.
28 червня 1997 року призначена радницею президента Російської Федерації. 3 січня 2000 року звільнена із займаної посади.
Від 1998 року до 2001 рік входила до Ради директорів телеканалу ОРТ, пішовши через кілька місяців після того, як Борис Березовський продав належні йому акції компанії державі.
Колишній генпрокурор РФ Юрій Скуратов у своїй книзі «Кремлівські підряди: остання справа Генпрокурора» (рос. «Кремлёвские подряды: последнее дело Генпрокурора») заявив, що Тетяна Юмашева була в списку осіб, нібито причетних до інсайдерської торгівлі на ринку державних короткострокових облігацій, яка закінчилася дефолтом.
У 1999—2001 роках — радниця керівника адміністрації президента Росії Олександра Волошина.
26 листопада 2009 року Тетяна, її чоловік і дочка нібито отримали в особливому порядку громадянство Австрії, завдяки зв'язкам з топ-менеджментом Канадсько-Австрійського концерну «Magna». Австрійська преса зазначає, що немає жодного підтвердження цього факту.
Від 3 грудня 2009 року до 14 березня 2012 року вела блог у «Живому журналі». Початок президентства Медведєва видався родині Єльцина лібералізацією, і Тетяна Юмашева дала своє перше за довгі роки інтерв'ю. У ньому вона розповіла, що багато дій Путіна на посаді президента бентежили і дратували Бориса Єльцина.
23 грудня 2009 року вона опублікувала текст про те, чому її батько вибрав саме Путіна своїм наступником: «у „лібералів“ Чубайса, Нємцова і Черномирдіна не було жодних шансів обратися, а Лужков і Примаков були небезпечними, оскільки представляли попереднє покоління політиків — могли повернути Радянський Союз». Тексти блогу писалися переважно на противагу сформованому образу «буремних дев'яностих».
2010 року президент Медведєв запросив її, разом із чоловіком Валентином, зайнятися рекрутингом у партії «Правоє дєло» з метою створення великої політичної структури, яка б змогла об'єднати середній клас і підтримати новий ліберальний курс. За даними ЗМІ, Юмашеви були ідеологами приходу Михайла Прохорова в політику і, зокрема, у «Правоє дєло».
У списку «100 найвпливовіших жінок Росії за 2011 рік», складеному на основі дослідження, яке провели РИА «Новости», радіостанція «Ехо Москви», агентство «Інтерфакс» і журнал «Огоньок», посіла 17 місце.
В ході президентських виборів 2012 року заявила в своєму блозі, що захоплюється Іриною Прохоровою, і порадила подивитися дебати між нею, довіреною особою кандидата Михайла Прохорова, і Микитою Михалковим, довіреною особою кандидата Володимира Путіна.
Через 10 днів після президентських виборів опубліковано останній пост у блозі.
Від 2015 року входить до опікунської ради «Єльцин-центру».
У листопаді 2015 року в інтерв'ю РБК Тетяна Юмашева розповіла, що намагалася переконати тих, хто приймає політичні рішення, що необхідно мати праву партію: «10-15 % людей, амбітні, найактивніші громадяни, ті, що голосували 1999 року за СПС, вони мають бути обов'язково представленими в нашій Думі».
12 вересня 2016 року запущено проєкт Михайла Ходорковського «Замість Путіна» (рос. «Вместо Путина»), метою якого був вибір альтернативного кандидата на пост президента Росії. У списку проєкту (на момент його запуску) було 14 кандидатів, включно з Юмашевою. Зазначені в списку люди не знали, що вони стали учасниками проєкту. Пізніше пресслужба Президентського центру Єльцина повідомила, що до планів Тетяни Юмашевої не входить участь у президентських виборах 2018 року.
У вересні 2020 року Юмашева підписала лист на підтримку протестних акцій у Білорусі.
У лютому 2022 року на тлі російського вторгнення в Україну опублікувала в соцмережах гештеґ #нетвойне (ні війні).

## Сім'я
Старша сестра — Олена Окулова (нар. 21 серпня 1957 року), чоловік якої Валерій Окулов від 2009 до 2017 року обіймав посаду заступника міністра транспорту РФ, а раніше працював генеральним директором «Аерофлоту».
Шлюби
- Перший чоловік, від 11 квітня 1980 року[28] до 1982 роки — Вілен Айратович Хайруллін (рід. 19.08.1960), однокурсник за МДУ, татарин із Уфи[29][30][31], займався постачанням у систему Управління виконання покарань пшениці, яку придбавав в обмін на нафтопродукти, працював менеджером в агентстві нерухомості «Валдай-центр». Взяв участь у банкрутстві «Мост-банку», був генеральним директором «Молл Технолоджі», керуючим Казанського Торгового центру «Південний»[32].
- Другий чоловік, від 1987 року[33] до 2001 року[34] — Леонід Юрійович Дяченко (нар.13 вересня 1963)[35], відомий як Олексій Дяченко[36], конструктор КБ «Салют»[ru], потім підприємець, мільярдер, виконавчий директор «Urals Energy»[37][38], син Юрія Васильовича Дяченка (1928—1985), заступника головного конструктора філії ОКБ-52 (Конструкторського бюро «Салют» Державного космічного науково-виробничого центру імені М. В. Хрунічева)[39].
- Третій чоловік, від 2002 року — Валентин Борисович Юмашев (нар. 15 грудня 1957), журналіст і політик, що був у 1997—1998 роках керівником адміністрації Президента Російської Федерації[ru].

Діти
- Борис Леонідович Єльцин (нар. 19 лютого 1981)[40][41] (син Вілена Хайрулліна, який відмовився від свого батьківства на користь Леоніда Дяченка; названий на честь діда і отримав дошлюбне прізвище матері) — в Інтернеті відомий як Борис Віленович Єльцин. Навчався в англійській школі № 1243 в Москві. Від 1996 року в Мілфілдській школі[en] в Сомерсеті (Велика Британія). Далі навчався в МДІМВ. Пізніше перевівся до Вищої школи бізнесу МДУ. Після цього один рік провчився в Браунському університеті в США, який закинув. Диплома про вищу освіту досі не отримав. Працював директором з маркетингу російської команди «Формули-1». Любить грати в теніс, баскетбол, займається бойовими єдиноборствами[42][43][44];
- Гліб Леонідович Дяченко (нар. 30 серпня 1995 року) — народився зі синдромом Дауна, завдяки правильному догляду та навчанню став спортсменом і здібним музикантом, напам'ять виконує сотні музичних творів, чудово малює, розв'язує складні математичні задачі. Історія Гліба стала приводом для державної влади в Росії уважніше ставитися до соціалізації дітей із синдромом Дауна, свідчив 2019 року старший тренер збірної Росії з футболу інвалідів, декан факультету фізичної культури РДСУ[ru], доктор педагогічних наук Олександр Махов[ru][20][45];
- Марія Валентинівна Юмашева (нар. 14 квітня 2002 року)[40];
- падчерка Поліна Валентинівна Дерипаска — дочка Валентина Юмашева від іншого шлюбу. Одружена з Олегом Дерипаскою, колишнім власником РУСАЛа[46][47][48][47][48][41][49][50]. 2019 року пара розлучилася[51]. Поліна — учасниця протестного руху 2011—2012 років[52].

## Підприємницька діяльність
За інформацією «Вєдомостей», разом зі своїм чоловіком володіє великою будівельною компанією та елітною нерухомістю, зокрема, їм належить 50 % хмарочоса «Imperia Tower» в елітному Московському міжнародному діловому центрі «Москва-Сіті», а також 49,58 % акцій (контрольний пакет) керівної будівельної компанії ПАТ «СІТІ». Валентин Юмашев заперечує це.

## Нерухомість
2021 року стало відомо, що Тетяна Юмашева володіє віллою вартістю 15 000 000 євро на острові в Карибське море. 2010 року в своєму блозі в «Живому журналі» вона пообіцяла, що будь-хто, хто знайде в неї нерухомість за кордоном, зможе забрати її собі. Перший заступник виконавчого директора «Єльцин-центру» Людмила Телень повідомила «Відкритим медіа», що 11 років тому Тетяна Юмашева чесно говорила про відсутність закордонного майна, в той час ніяких закордонних вілл у Юмашевих дійсно не було, оскільки будинок куплено в грудні 2020 року. Валентин Юмашев, на ім'я якого куплено віллу, не став заперечувати володіння нерухомістю. Більшу частину грошей для покупки, заявив «Новій газеті» Юмашев, він позичив в одному з російських банків, решту заробив на дивідендах від 1,6 % акцій En+, які йому подарував на ювілей колишній зять Олег Дерипаска, а також на доходах від консалтингу та роботи в радах директорів різних компаній.

## Кіновтілення
- Тетяна Дяченко та сім'я Єльцина розглядалися як одне з найважливіших явищ 1999 року в історії СРСР і Росії в історичному відеопроєкті Леоніда Парфьонова «Намєдні 1961—2003: Наша ера».
- Світлана Єфремова в художньому фільмі «Проєкт „Єльцин“[en]» (США, 2003 рік).
- Світлана Антонова в художньому фільмі «Єльцин. Три дні в серпні» (Росія, 2011 рік).
- Тетяна Удалова в телевізійному серіалі «Непідсудні» (Росія, 2015 рік).

## Нагороди
- Подяка Президента Російської Федерації (9 липня 1996 року) — за активну участь в організації та проведенні виборчої кампанії Президента Російської Федерації в 1996 році[57].